# Evolução do Colégio dos Cardeais sob o pontificado de Inocêncio XII
Abaixo está a evolução do colégio de cardeais durante o pontificado de Inocêncio XII e a subsequente vaga vaga .

## Composição para consistório
| Consistório                    | 1691 | 1700 |
| ------------------------------ | ---- | ---- |
| 6 de Março de 1645             | 1    |      |
| 7 de outubro de 1647           | 1    |      |
| 23 de junho de 1653            | 1    | 1    |
| Consistórios de Inocêncio X    | 3    | 1    |
| 9 de abril de 1657             | 2    |      |
| 29 de abril de 1658            | 1    |      |
| 5 de abril de 1660             | 1    |      |
| 14 de janeiro de 1664          | 2    |      |
| 15 de fevereiro de 1666        | 1    |      |
| 7 de março de 1667             | 1    |      |
| Consistórios de Alexandre VII  | 8    | 0    |
| 5 de agosto de 1669            | 2    | 2    |
| 29 de novembro de 1669         | 1    | 1    |
| Consistórios de Clemente IX    | 3    | 3    |
| 22 de dezembro de 1670         | 1    | 1    |
| 24 de agosto de 1671           | 1    | 1    |
| 22 de fevereiro de 1672        | 2    | 2    |
| 12 de junho de 1673            | 3    | 1    |
| 27 de maio de 1675             | 3    | 2    |
| Consistórios de Clemente X     | 10   | 7    |
| 1 de setembro de 1681          | 10   | 4    |
| 2 de setembro de 1686          | 22   | 12   |
| Consistórios de Inocêncio XI   | 32   | 16   |
| 7 de novembro de 1689          | 1    | 1    |
| 13 de fevereiro de 1690        | 11   | 11   |
| 13 de novembro de 1690         | 2    | 2    |
| Consistórios de Alexandre VIII | 14   | 14   |
| 12 de dezembro de 1695         |      | 10   |
| 22 de julho de 1697            |      | 5    |
| 14 de novembro de 1699         |      | 7    |
| 21 de junho de 1700            |      | 3    |
| Consistórios de Inocêncio XII  |      | 25   |
| Total                          | 70   | 66   |

## Evolução durante o pontificado
| Data                    | Evento                                                                        | Total |
| ----------------------- | ----------------------------------------------------------------------------- | ----- |
| 12 de fevereiro de 1691 | Abertura do Conclave de 1691                                                  | 70    |
| 21 de fevereiro de 1691 | Morte do Cardeal Antonio Bichi (76 anos)                                      | 69    |
| 11 de março de 1691     | Morte do Cardeal Giulio Spinola (78 anos)                                     | 68    |
| 22 de abril de 1691     | Morte do Cardeal Raimondo Capizucchi, O.P. (64 anos)                          | 67    |
| 12 de julho de 1691     | Eleição papal do Cardeal Antonio Pignatelli com o nome de Inocêncio XII       | 66    |
| 18 de setembro de 1691  | Morte do Cardeal Gianfrancesco Ginetti (64 anos)                              | 65    |
| 4 de outubro de 1691    | Morte do Cardeal Federico Baldeschi Colonna (66 anos)                         | 64    |
| 12 de dezembro de 1692  | Morte do Cardeal Veríssimo de Lencastre (77 anos)                             | 63    |
| 7 de janeiro de 1693    | Morte do Cardeal Federico Visconti (76 anos)                                  | 62    |
| 13 de setembro de 1693  | Morte do Cardeal Flavio Chigi (62 anos)                                       | 61    |
| 30 de novembro de 1693  | Morte do Cardeal Francesco Lorenzo Brancati de Lauria, O.F.M.Conv. (81 anos)  | 60    |
| 17 de junho de 1694     | Morte do Cardeal Philip Howard, O.P. (64 anos)                                | 59    |
| 24 de junho de 1694     | Morte do Cardeal Carlo Stefano Anastasio Ciceri (75 anos)                     | 58    |
| 15 de setembro de 1695  | Morte do Cardeal Giacomo de Angelis (84 anos)                                 | 57    |
| 12 de dezembro de 1695  | criação de 12 Cardeais + 2 In Pectores                                        | 69    |
| 12 de dezembro de 1695  | Sebastiano Antonio Tanara                                                     | 69    |
| 12 de dezembro de 1695  | Gioacomo Boncompagni                                                          | 69    |
| 12 de dezembro de 1695  | Giovanni Giacomo Cavallerini                                                  | 69    |
| 12 de dezembro de 1695  | Federico Caccia                                                               | 69    |
| 12 de dezembro de 1695  | Taddeo Luigi dal Verme                                                        | 69    |
| 12 de dezembro de 1695  | Tommaso Maria Ferrari, O.P.                                                   | 69    |
| 12 de dezembro de 1695  | Giuseppe Sacripante                                                           | 69    |
| 12 de dezembro de 1695  | Celestino Sfondrati, O.S.B.                                                   | 69    |
| 12 de dezembro de 1695  | Enrico Noris, O.S.A.                                                          | 69    |
| 12 de dezembro de 1695  | Giambattista Spinola, Jr                                                      | 69    |
| 12 de dezembro de 1695  | Domenico Tarugi                                                               | 69    |
| 12 de dezembro de 1695  | Henrique Alberto de La Grange d'Arquien                                       | 69    |
| 4 de setembro de 1696   | Morte do Cardeal Celestino Sfondrati, O.S.B. (52 anos)                        | 68    |
| 19 de outubro de 1696   | Morte do Cardeal Johannes von Goes (84 anos)                                  | 67    |
| 27 de dezembro de 1696  | Morte do Cardeal Domenico Tarugi (58 anos)                                    | 66    |
| 16 de janeiro de 1697   | Morte do Cardeal Fortunato Ilario Carafa della Spina (65 anos)                | 65    |
| 18 de junho de 1697     | Morte do Cardeal Gregório Barbarigo (71 anos)                                 | 64    |
| 20 de junho de 1697     | Morte do Cardeal Jan Kazimierz Denhoff (48 anos)                              | 63    |
| 22 de julho de 1697     | criação de 5 Cardeais + 1 In Pectores                                         | 68    |
| 22 de julho de 1697     | Luiz de Sousa                                                                 | 68    |
| 22 de julho de 1697     | Giorgio Cornaro                                                               | 68    |
| 22 de julho de 1697     | Pierre-Armand du Cambout de Coislin                                           | 68    |
| 22 de julho de 1697     | Alfonso Aguilar Fernández de Córdoba                                          | 68    |
| 22 de julho de 1697     | Vincenzo Grimani                                                              | 68    |
| 6 de novembro de 1697   | Morte do Cardeal Domenico Maria Corsi (64 anos)                               | 67    |
| 11 de novembro de 1697  | 1 Revelação In Pectores                                                       | 68    |
| 11 de novembro de 1697  | Baldassare Cenci, Sr.                                                         | 68    |
| 19 de dezembro de 1697  | Morte do Cardeal Giacomo Franzoni (85 anos)                                   | 67    |
| 20 de janeiro de 1698   | Morte do Cardeal Giannicolò Conti (80 anos)                                   | 66    |
| 29 de junho de 1698     | Morte do Cardeal Paluzzo Paluzzi Altieri degli Albertoni (75 anos)            | 65    |
| 19 de dezembro de 1698  | 2 Revelação In Pectores                                                       | 67    |
| 19 de dezembro de 1698  | Gioacomo Antonio Morigia                                                      | 67    |
| 19 de dezembro de 1698  | Fabrizio Paolucci                                                             | 67    |
| 14 de janeiro de 1699   | Morte do Cardeal Federico Caccia (63 anos)                                    | 66    |
| 18 de fevereiro de 1699 | Morte do Cardeal Giovanni Giacomo Cavallerini (60 anos)                       | 65    |
| 19 de julho de 1699     | Morte do Cardeal Giovanni Dolfino (82 anos)                                   | 64    |
| 19 de agosto de 1699    | Morte do Cardeal José Saenz d'Aguirre, O.S.B. (69 anos)                       | 63    |
| 19 de setembro de 1699  | Morte do Cardeal Alfonso Aguilar Fernández de Córdoba (45 anos)               | 62    |
| 14 de novembro de 1699  | criação de 6 Cardeais + 1 In Pectore                                          | 68    |
| 14 de novembro de 1699  | Niccolò Radulovich                                                            | 68    |
| 14 de novembro de 1699  | Giuseppe Archinto                                                             | 68    |
| 14 de novembro de 1699  | Andrea Santacroce                                                             | 68    |
| 14 de novembro de 1699  | Marcello d'Aste                                                               | 68    |
| 14 de novembro de 1699  | Daniello Marco Delfino                                                        | 68    |
| 14 de novembro de 1699  | Giovanni Maria Gabrielli, O.Cist.                                             | 68    |
| 24 de novembro de 1699  | 1 Revelação In Pectores                                                       | 69    |
| 24 de novembro de 1699  | Sperello Sperelli                                                             | 69    |
| 11 de fevereiro de 1700 | Morte do Cardeal Opizio Pallavicini (67 anos)                                 | 68    |
| 3 de março de 1700      | Morte do Cardeal Girolamo Casanate (80 anos)                                  | 67    |
| 13 de junho de 1700     | Morte do Cardeal Francesco Maidalchini (69 anos)                              | 66    |
| 21 de junho de 1700     | criação de 3 Cardeais                                                         | 69    |
| 21 de junho de 1700     | Louis Antoine de Noailles                                                     | 69    |
| 21 de junho de 1700     | Johann Philipp von Lamberg                                                    | 69    |
| 21 de junho de 1700     | Francisco Antonio de Borja-Centelles y Ponce de Léon                          | 69    |
| 22 de julho de 1700     | Morte do Cardeal Alderano Cibo (87 anos)                                      | 68    |
| 25 de agosto de 1700    | Morte do Cardeal Francesco Buonvisi (74 anos)                                 | 67    |
| 27 de setembro de 1700  | Morte do papa Inocêncio XII (85 anos)                                         | 67    |
| 9 de outubro de 1700    | Abertura do conclave                                                          | 67    |
| 23 de novembro de 1700  | Eleição papal do Cardeal Giovanni Francesco Albani, com o nome de Clemente XI | 66    |